# A genome- scale screen for synthetic drivers of T cell proliferation
La ingeniería de células T autólogas de pacientes para terapias celulares adoptivas ha revolucionado el tratamiento de muchos tipos de cánceres. Sin embargo, se necesita mejorar aún más para incrementar la respuesta y cura.
Las células T son el efector central de la inmunidad en un individúo y en la inmunoterapia contra el cáncer. La inmunoterapia celular esta redireccionada contra un antígeno tumoral seleccionado, que ha tenido gran eficacia contra los cánceres hematológicos, resultando en la aprobación de 5 receptores de antígenos quiméricos (CARs) por la FDA. Los CAR de células T están dirigidos contra marcadores de células B CD19 están cambiando el panorama para el tratamiento de pacientes con neoplasias malignas de células B refractarias y/o recidivantes.
La terapia con CAR para tumores sólidos ha mostrado una menor eficacia,  debido a la supresión de la función de células T efectoras en el microambiente tumoral. Incluso para neoplasias hematológicas, con la excepción de la Leucemia linfoblástica aguda (constituyen una familia de neoplasias linfoides genéticamente heterogéneas derivadas de progenitores linfoides B y T) la mayoría de los pacientes no experimentan una larga duración en la respuesta, con una resistencia que se debe principalmente a la disfunción de las células T más que a la pérdida de antígenos
Se han hecho esfuerzos considerables para identificar genes y rutas que están contribuyendo a la disfunción de las células T.

## Discusión
En este artículo se identificaron reguladores positivos  para las funciones de las células T a través de las sobreexpresión para alrededor 12,000 barcoded ORFs ( human open reading frames). Los genes  que tienen el ranking más alto en cuanto al aumento de la proliferación y activación de las células primarias de T CD4+ y CD8+ y su secreción de citosinas claves tales como IL-2 e interferón- γ.  También observaron que cuando se sobreexpresaba el receptor de linfotoxina B (LTBR) que es típicamente expresado en células del tipo mieloide y ausente en las linfoides, LTBR inducía una profunda remodelación tanto transcripcional como epigenómica lo que llevó a un aumento de las funciones efectoras y resistencia hasta el agotamiento en un entorno de estimulación crónica a través  de la activación constitutiva de la vía canónica NF-kB LTBR y otros genes altamente clasificados mejoraron las respuestas específicas de antígeno de las células T del receptor de antígeno quimérico y las células T γδ, lo que destaca su potencial para futuras terapias agnósticas contra el cáncer.  
Los  resultados proporcionados por los autores nos dan varias estrategias para mejorar las terapias de células T de próxima generación mediante la inducción de programas de células sintéticas.